# خوان ایگناسیو پاچینی
خوان ایگناسیو پاچینی (انگلیسی: Juan Ignacio Pacchini؛ زادهٔ ۱۷ ژوئن ۲۰۰۰) بازیکن فوتبال است.